# Sungai Bendung Air
Sungai Bendung Air is een bestuurslaag in het regentschap Kerinci van de provincie Jambi, Indonesië. Sungai Bendung Air telt 1135 inwoners (volkstelling 2010).